# 内灘インターチェンジ
内灘インターチェンジ（うちなだインターチェンジ）は、石川県河北郡内灘町字宮坂にあるのと里山海道のインターチェンジ (IC)。穴水方面のみ出入り可能なハーフインターチェンジである。

## 歴史
- 1974年（昭和49年）12月5日 - 能登海浜道路の粟崎交差点（現在は旧線）- 白尾IC間の開通に伴い、供用開始[1][3]。開通当初は暫定2車線での供用[3]。
- 1982年（昭和57年）9月13日 - 路線名称を能登有料道路に統一変更[1]。
- 1988年（昭和63年）3月 - 当IC - 白尾IC間で追越車線を設置し4車線化[1][4]。
- 2013年（平成25年）3月31日 - 能登有料道路が無料化されたことに伴い、のと里山海道のインターチェンジとなる[1]。
- 2014年（平成26年）11月23日 - 当ICを含む千鳥台交差点 - 白尾IC間が4車線化[1][5]。

## 接続道路
- 内灘町道

## 周辺
- 河北潟
- 内灘大橋
- 道の駅内灘サンセットパーク
- 金沢医科大学・金沢医科大学病院
- 内灘町役場

## 隣
E86 のと里山海道
大根布JCT - 内灘IC - 内灘白帆台IC